# Yasuhikotakia lecontei
Yasuhikotakia lecontei е вид лъчеперка от семейство Cobitidae. Видът не е застрашен от изчезване.

## Разпространение
Разпространен е в Камбоджа и Тайланд.

## Описание
На дължина достигат до 15 cm.